# Pactus Alamannorum
Pactus Alamannorum – kodeks powstały w siódmym wieku naszej ery, obowiązywał na terenie plemienia Alamanów. Opierał się na prawie salickim.